# 앤드류 로빈슨

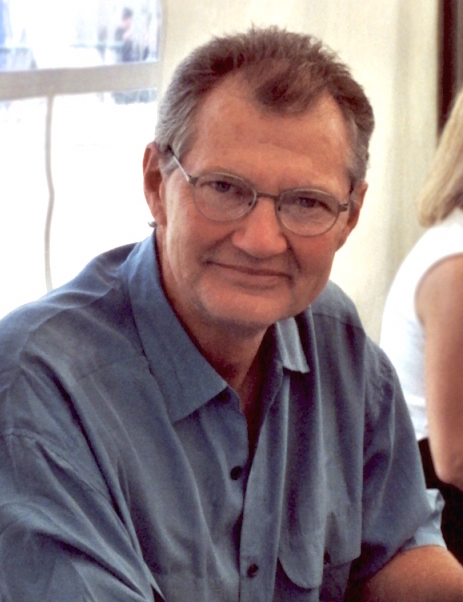
앤드류 로빈슨의 모습.

앤드루 로빈슨(Andrew Jordt Robinson, 1942년 2월 14일 ~ )는 미합중국의 배우, 대학 교수, 소설가, 작가, 감독, SF 작가이다. 미합중국 뉴욕에서 태어났다.

## 출연 작품
- 에이프릴 샤워즈 (2009년)
- 스펙타큘러 스파이더맨 (2008년)
- Homeland Security (2004)
- 저징 에이미 (1999년)
- 스타 트렉 - 보이저 TV 시리즈 (1995년)
- 사랑하는 녀석들 (1994년)
- 펌프킨헤드 2 (1994년)
- 에이리언 마스터 (1994년)
- 질투의 끝 (1993년)
- 스타 트렉 - 스페이스 나인 TV 시리즈 (1993년)
- 위험한 유혹 (1992년)
- 트랜서 3 (1992년)
- 사탄의 인형 3 (1991년)
- 추적자 (1991년) - 아론 역
- 살인 표적 (1991년)
- 벤의 비밀 (1990년)
- 불멸의 록 허드슨 (1990년)
- 미녀 추적 작전 (1989년)
- 25시의 추적 (1988년) - 하비 역
- 마피아 알 카포네 (1987년)
- 헬레이져 (1987년)
- 코브라 (1986년)
- 마스크 (1985년)
- A 특공대 - TV시리즈 (1983년)
- 해저드 마을의 듀크 가족 (1979년)
- 명탐정 하퍼 2 (1975년)
- 코작 (1973년)
- 명탐정 바나비 존즈 (1973년)
- 돌파구 (1973년)
- 샌프란시스코 수사반 (1972년)
- 경찰 초년병 (1972년)
- 더티 해리 (1971년) - 스콜피오 역